# 208499 Shokasonjuku
208499 Shokasonjuku è un asteroide della fascia principale. Scoperto nel 2001, presenta un'orbita caratterizzata da un semiasse maggiore pari a 3,1342872 UA e da un'eccentricità di 0,2029066, inclinata di 14,13873° rispetto all'eclittica.